# Miquel Fornaguera Ramon
Miquel Fornaguera Ramon (Barcelona, 1893 - Bogotà, 1981) fou un pedagog i geògraf català.
Estudià pedagogia a l'Escola de Mestres de la Mancomunitat de Catalunya, dirigida per Joan Bardina i Castarà, i, més tard, els amplià a París i Bèlgica. El 1914 emigrà a Colòmbia, on treballà com a gerent en l'empresa d'exportació de cuirs Casa Pujol, a Barranquilla. Contactà amb el pedagog colombià Agustín Nieto i s'incorporà al Gimnasio Moderno de Bogotà, dirigit per Pau Vila, on s'hi aplicaven les noves teories pedagògiques que Vila, Fornaguera i altres, havien portat d'Europa. Fornaguera es va comprometre amb l'excursionisme escolar i amb l'aprenentatge a l'aire lliure, incorporant un mètode pedagògic renovador que va tenir molta influència a Colòmbia.
Tornà a Catalunya el 1921, però la repressió de la dictadura de Primo de Rivera el va fer tornar novament a Colòmbia el 1924, on tornà a treballar en l'exportació de cuirs fins que fou nomenat director d'interins del Gimnasio Moderno. Després marxà a Popayán i treballà a la Universitat del Cauca i a l'Escola Normal Superior. El 1931 fou nomenat vicerector de la Universitat del Cauca, dirigida per Cesar Uribe.
Quan es proclamà la Segona República Espanyola retornà a Catalunya, el 1933, on fou director de l'Escola Mossèn Jacint Verdaguer, i durant la guerra civil espanyola dirigí una colònia per a nens refugiats a Ripoll. En acabar la guerra civil, s'exilià a França, on continuà dirigint l'escola durant un temps, fins que retornà a Colòmbia, d'on ja no tornaria. Deixà constància de l'aventura del trasllat dels 150 nois i noies fins a Portvendres en el seu llibre Fugida!, publicat a Barranquilla el 1962. Residí a Santa Marta, on fou professor d'un institut comarcal de segon ensenyament. Després marxà a Bogotà, on treballà amb els marginats i hi dirigí un centre de la Creu Roja per a gamines (nens abandonats obligats a sobreviure als carrer). Alhora, fou un gran promotor de Comunitat Catalana de Colòmbia i col·laborà a La Nova Revista i amb la Societat Catalana de Geografia.
El seu fons documental (Fons Fornaguera) va ser dipositat per la família a l'Archivo Histórico Javeriano de Bogotà.

## Obres
- Aiguaforts del tròpic (narracions curtes)
- Fugida (1962),
- Catalans a la vida cultural de Colòmbia
- Els catalans a la independència de Colòmbia